# Elbląg (Landgemeinde)
Die gmina wiejska Elbląg ist eine selbständige Landgemeinde im Powiat Elbląski in der polnischen Woiwodschaft Ermland-Masuren. Ihr Sitz befindet sich in der kreisfreien Stadt Elbląg (deutsch Elbing).

## Geographische Lage

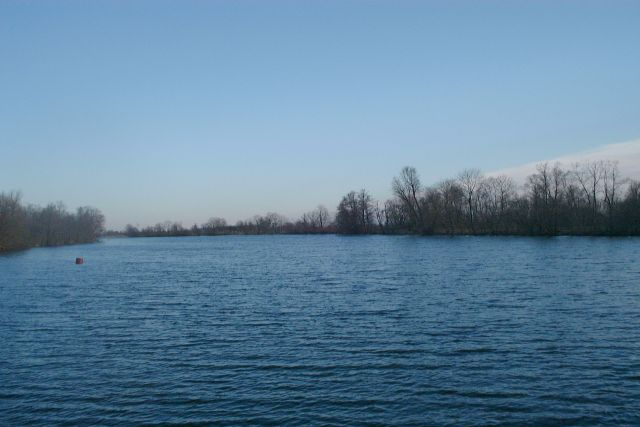
Die Nogat

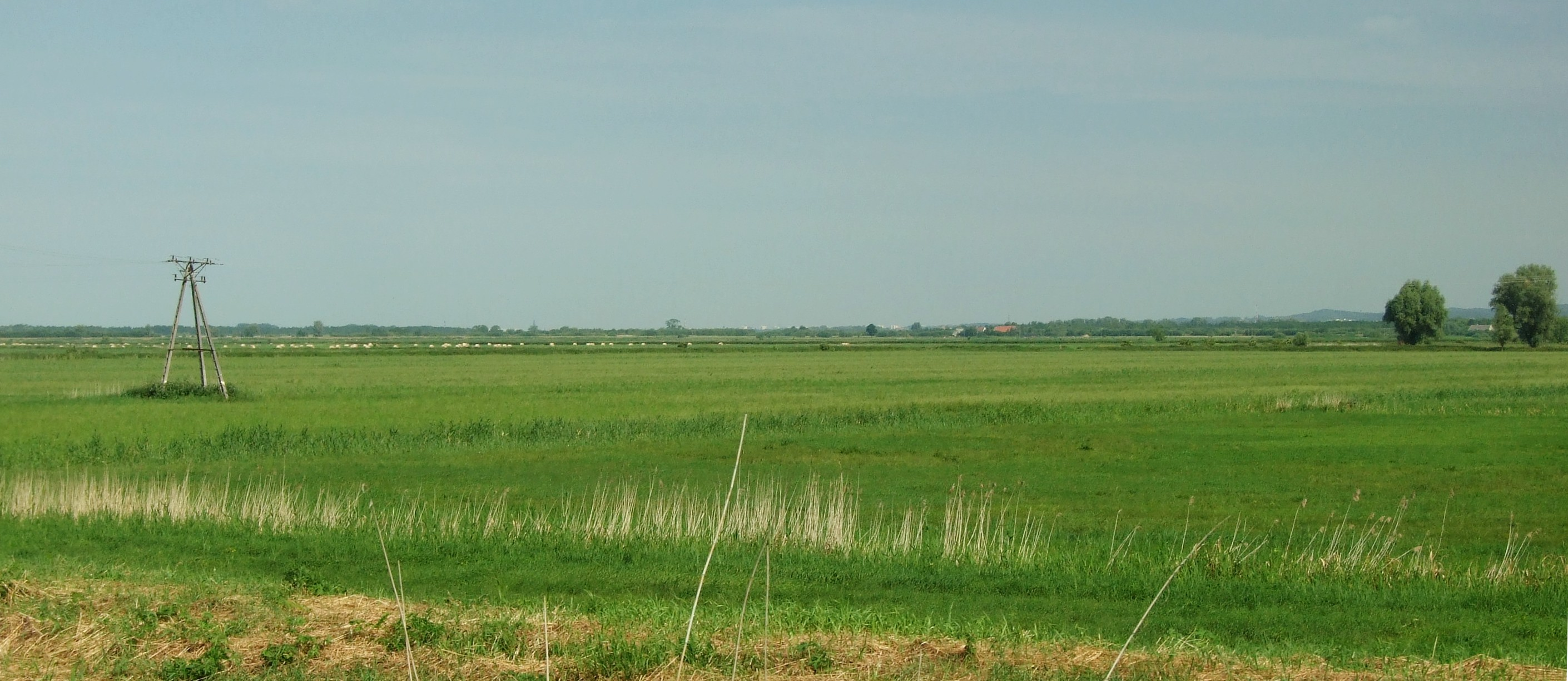
Werderlandschaft bei Nowy Dwór

Die Landgemeinde liegt im ehemaligen Westpreußen und bildet im Westen, Süden und Südosten einen Gürtel um die kreisfreie Stadt Elbląg.
Die Landgemeinde umfasst Teile der Elbinger Höhe und der Elbinger Niederung  und ist sehr reich an Gewässern. Die Flüsse Elbląg und Nogat münden in das Frische Haff. Der 9,7 Kilometer lange und 2,0 Kilometer breite Druzno (Drausensee) liegt etwa zur Hälfte auf dem Gebiet der Gmina.
In Raczki Elbląskie (Unter Kerbswalde) befindet sich der tiefste Punkt der Woiwodschaft Ermland-Masuren.

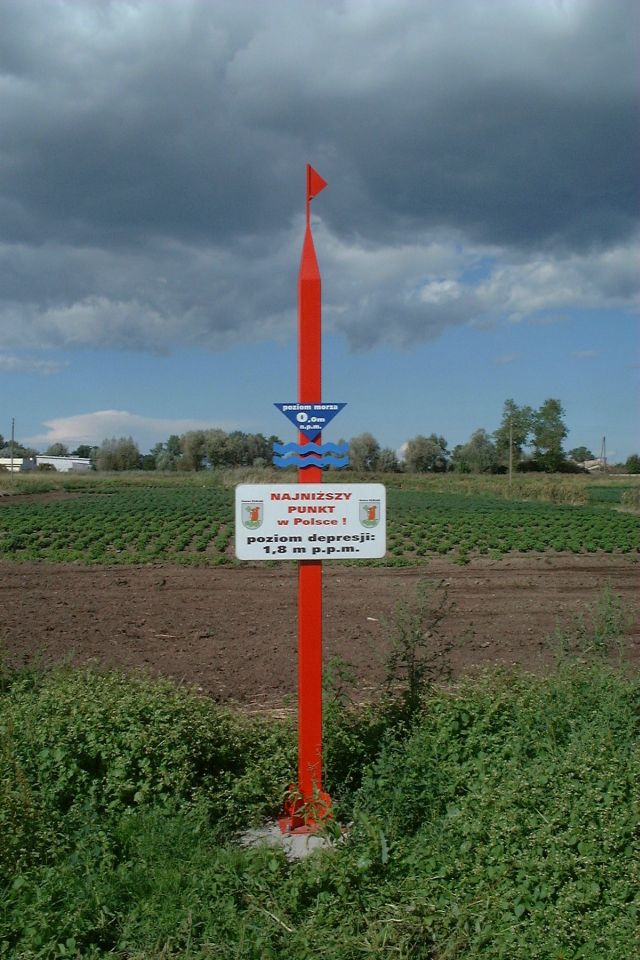
Tiefster Punkt der Woiwodschaft Ermland-Masuren

## Gliederung

### Schulzenämter
- Adamowo (Ellerwald II. Trift)
- Cieplice
- Czechowo (Böhmischgut)
- Dłużyna (Langenreihe)
- Drużno (Drausenhof)
- Gronowo Górne (Grunau Höhe)
- Janowo (Ellerwald IV. Trift)
- Kazimierzowo (Ellerwald III. Trift)
- Kępa Rybacka (Fischerskampe)
- Kępiny Wielkie (Zeyersniederkampen)
- Komorowo Żuławskie (Kämmersdorf)
- Myślęcin (Meislatein)
- Nowakowo (Terranova)
- Nowina (Neuendorf Höhe)
- Nowe Batorowo
- Nowotki
- Pilona (Plohnen)
- Przezmark (Preußisch Mark)
- Raczki Elbląskie (Unterkerbswalde)
- Sierpin (Serpin)
- Tropy Elbląskie (Troop)
- Weklice (Wöklitz)
- Węzina (Weeskendorf)
- Władysławowo (Ellerwald I. Trift)

### Ortschaften ohne Schulzenamt, Siedlungen
- Adamowo-Osiedle
- Batorowo
- Bielnik Drugi
- Bielnik Pierwszy (Kraffohlsdorf)
- Bogaczewo (Güldenboden)
- Chlewki (Melkhof)
- Dolna Kępa
- Druzieńska Karczma (Rohrkrug)
- Helenowo
- Jagodno (Wogenab)
- Janów (Hansdorf)
- Józefowo (Ellerwald V. Trift)
- Karczowizna (Rodland)
- Klepa (Kleppe)
- Krzyż (Kreuz)
- Lisów
- Nowa Pilona (Neu Plohnen)
- Nowakowo Trzecie
- Nowe Pole (Neustädterfeld)
- Nowy Dwór (Neuguth)
- Pasieki (Bartkamm)
- Przezmark-Osiedle
- Rybaki
- Ujście
- Zaścianek

außerdem: Stary Dwór (Althof)

## Geschichte
Elbing hatte zum Deutschordensstaat gehört und war dann dem gegen den Orden opponierenden Preußischen Bund beigetreten. Nach dem Dreizehnjährigen Krieg kam das Elbinger Gebiet 1466 zum autonomen Preußen Königlichen Anteils unter der Oberhoheit der Krone Polens, was auf eine vorläufige Zweiteilung Preußens hinauslief.
Im Rahmen der ersten polnischen Teilung 1772 kam das Kreisgebiet zum Königreich Preußen und war bis 1919 Teil der Provinz Westpreußen. Als nach dem Ersten Weltkrieg im Januar 1920 die Bestimmungen des Versailler Vertrags in Kraft traten, wurden die Gebiete östlich der Weichsel als Regierungsbezirk Westpreußen an das benachbarte Ostpreußen angegliedert.
Im Zweiten Weltkrieg kam die Region am 26. Oktober 1939 zum Reichsgau Danzig-Westpreußen des Deutschen Reichs. Im Januar 1945 begann die Belagerung Elbings durch die Rote Armee. Im Sommer 1945 wurde die Region von der sowjetischen Besatzungsmacht zusammen mit Westpreußen und der südlichen Hälfte Ostpreußens gemäß dem Potsdamer Abkommen unter polnische Verwaltung gestellt. Die deutsche Bevölkerung wurde in der Folgezeit von den örtlichen polnischen Verwaltungsbehörden aus der Region vertrieben.
Von 1975 bis 1998 gehörte die Landgemeinde zur Woiwodschaft Elbląg.

### Gemeindepartnerschaften
Partnergemeinden der Gmina Elbląg sind Barßel in Niedersachsen seit 2001 sowie Tschetschelnyk in der Ukraine seit 2004.

## Kultur und Sehenswürdigkeiten

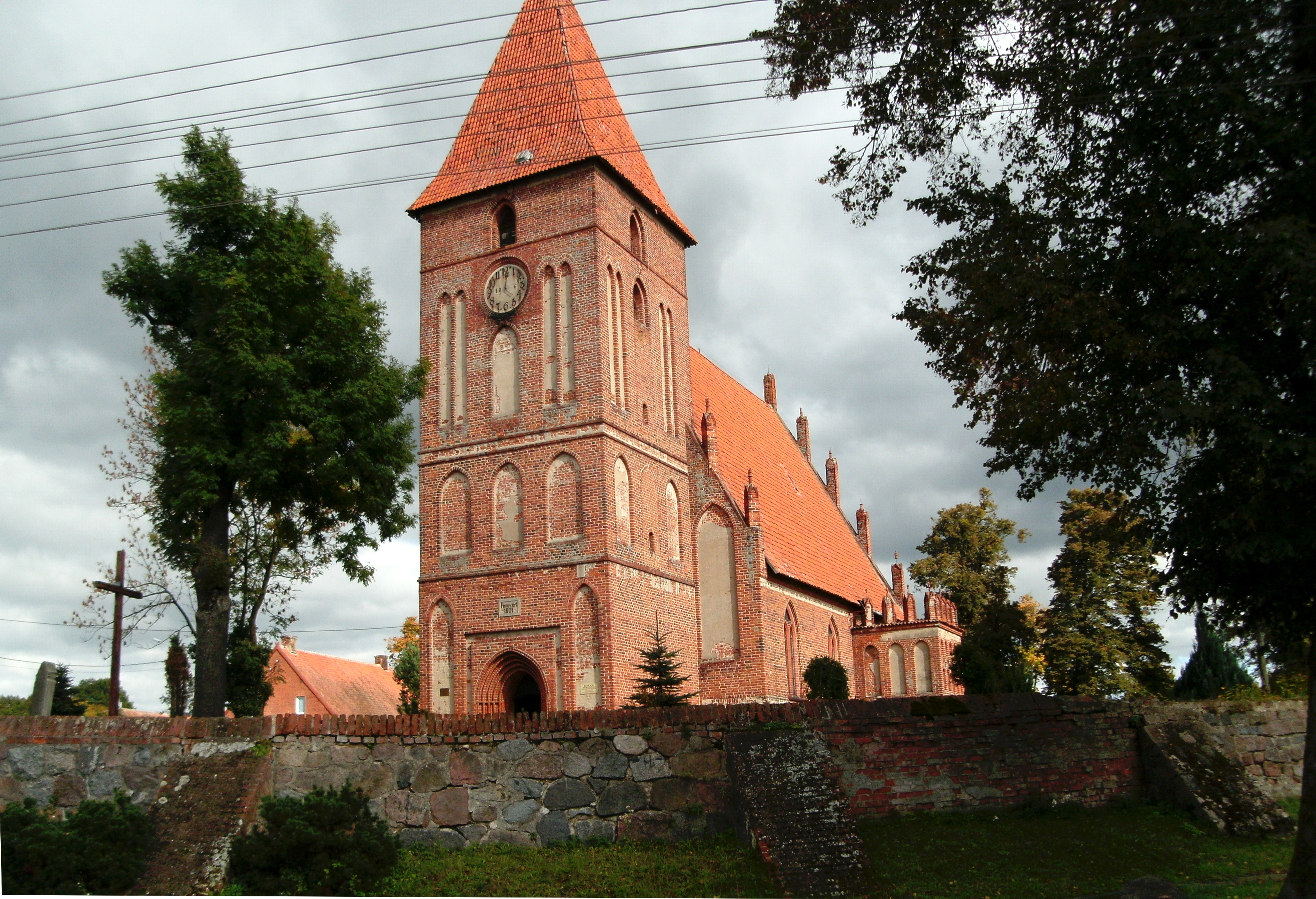
Kirche in Przezmark (Preußisch Mark)

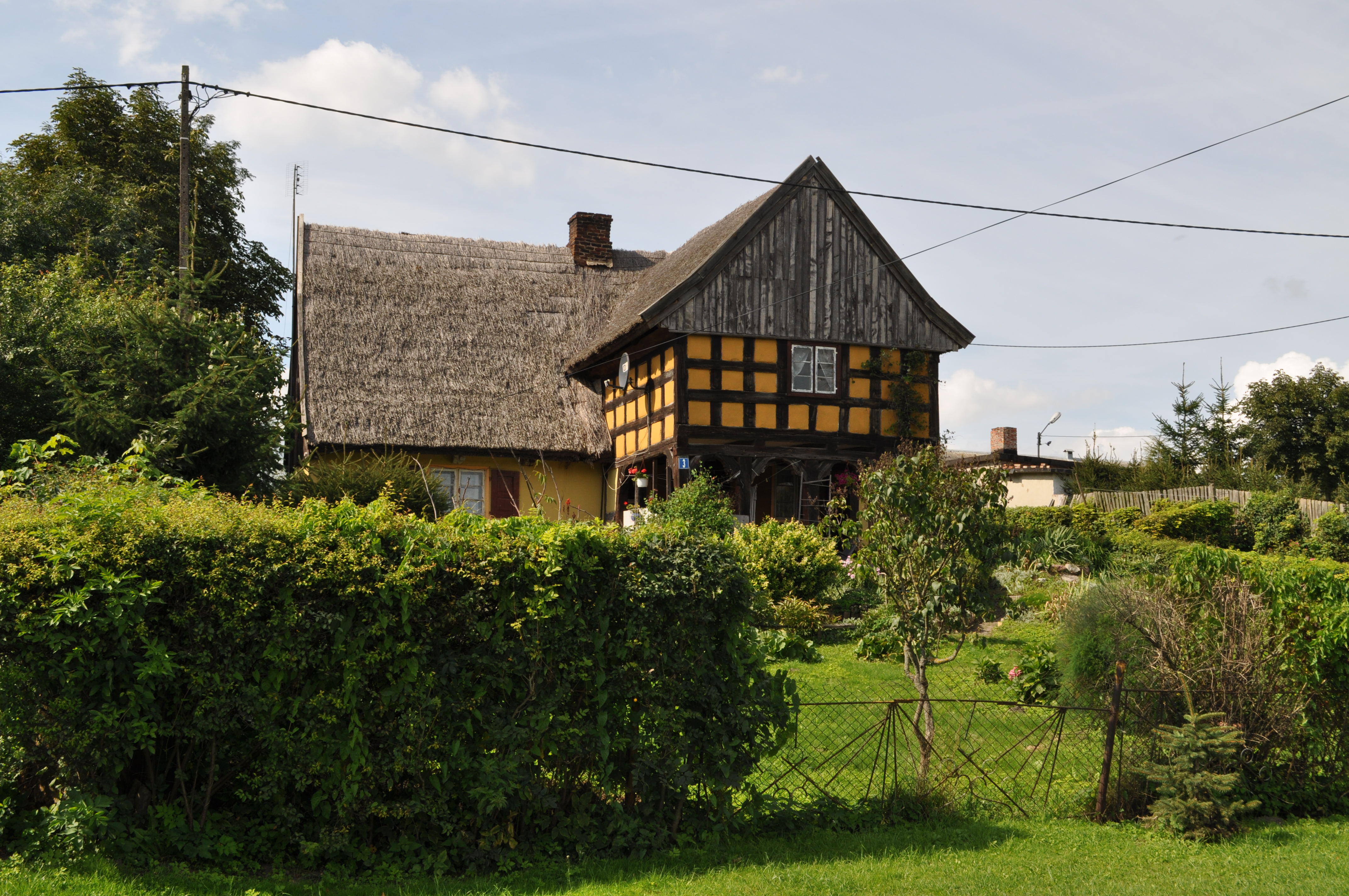
Vorlaubenhaus in Pilona (Plohnen)

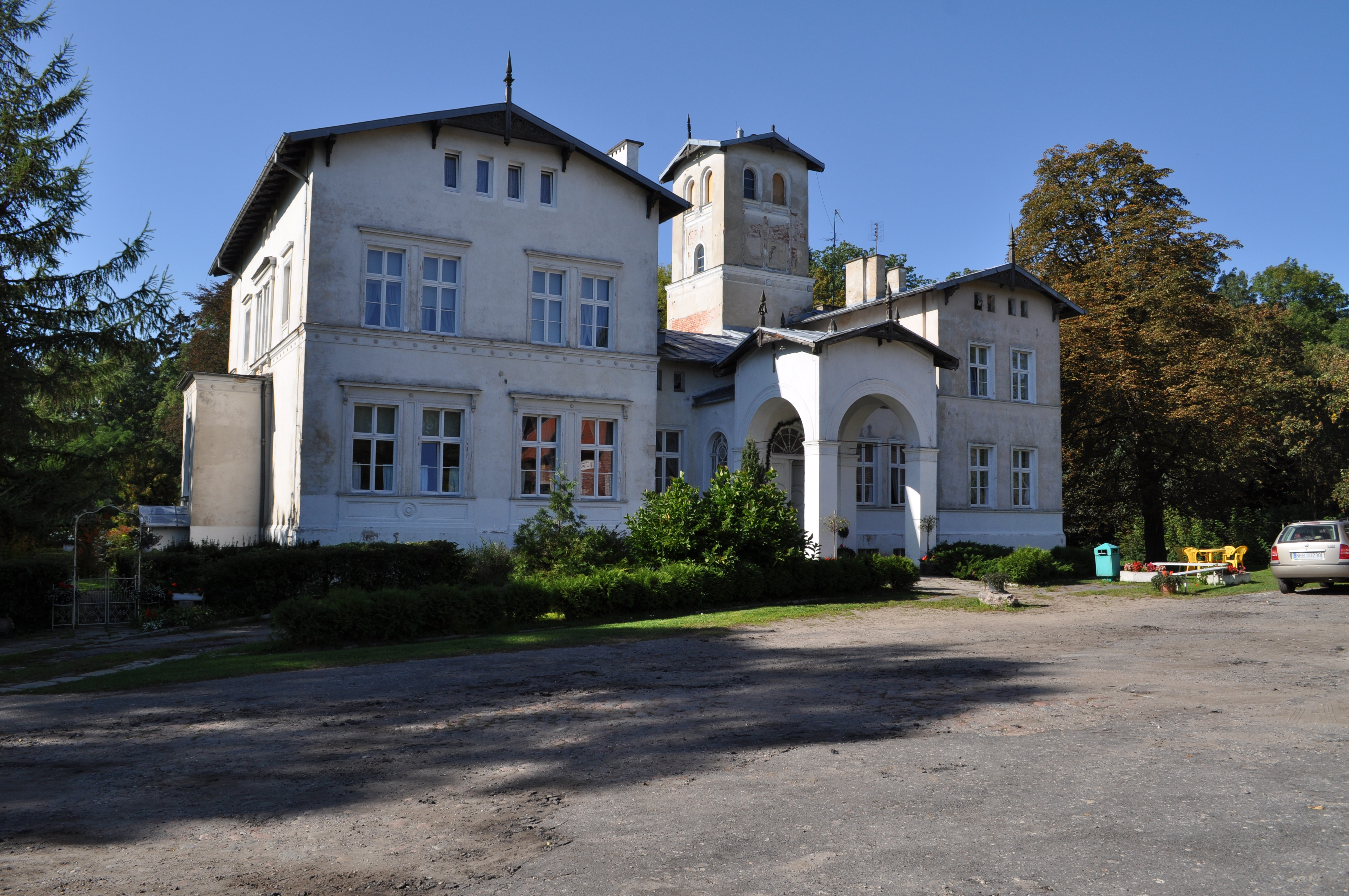
Rittergut Hansdorf

### Bauwerke
- Kirche in Przezmark (Preußisch Mark)
- Vorlaubenhäuser in Pasieki (Bartkamm)und Pilona (Plohnen)
- Rittergut und Park Hansdorf in Janów (Hansdorf)
- Wasserturm in Bogaczewo (Güldenboden)

## Persönlichkeiten
- Ludwig August Kähler (1775–1855, † in Wogenab), Theologe und Schriftsteller
- Hilmar Schmidt von Schmidtseck (1863–1912, * auf Gut Klein Wogenab), deutscher Verwaltungsjurist und Landrat
- Walter Schmidt von Schmidtseck (1865–1945, * auf Gut Klein Wogenab), preußischer Generalleutnant